# 春日部市牛島野球場
春日部市牛島野球場（かすかべし うしじまやきゅうじょう）は、埼玉県春日部市の牛島公園内にある野球場。同市が所有し、指定管理者のアイル・オーエンス・東武緑地グループが運営管理にあたっている。
長きに渡り高校野球の埼玉県の公式戦に使用されている（現在は秋・春のみ）ほか、東都大学準硬式野球連盟の2部や3部のリーグ戦でも使用されてきた。

## 歴史
こけら落とし
1989年6月17日
春日部共栄0-5春日部工業

## 施設概要
- 両翼：92 m、中堅：120 m
- 内野：土、外野：天然芝
- スコアボード：磁気反転式
- ナイター照明設備：6基

## 交通
- 東武野田線・藤の牛島駅より徒歩約20分
- 東武春日部駅東口より朝日バスで「東高校前」下車後徒歩1分
- 春日部駅よりタクシー約10分